# Matleena Kuusniemi
Matleena Kuusniemi est une actrice finlandaise née le 24 septembre 1973.

## Filmographie
- 2000 : Levottomat de Aku Louhimies : Ilona
- 2005 : Paha maa de Aku Louhimies : Hannele Arhamo

## Distinctions
- Jussi du meilleur second rôle féminin en 2006 pour Paha maa